# Ruban (informatique)

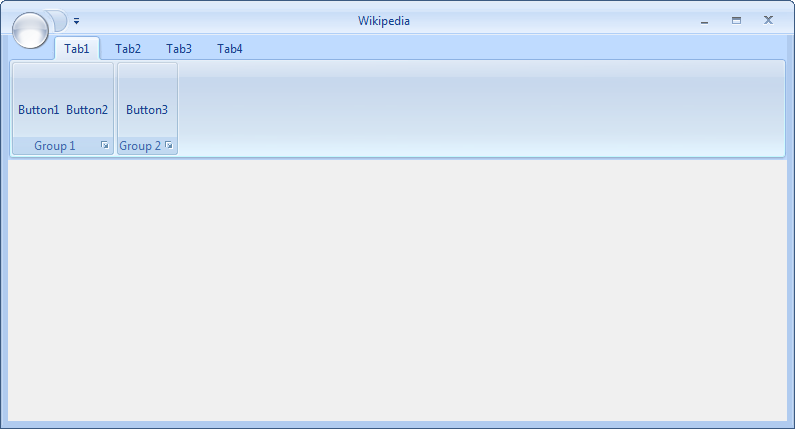
Exemple de ruban dans une application personnelle

Le ruban est une interface utilisateur graphique basée sur le principe des widgets, composée d'un bandeau qui regroupe toutes les fonctions du logiciel. L'utilisateur peut trouver en un seul endroit toutes les fonctionnalités, avec des rubans adaptés au contexte des données.
L'une des principales idées qui sous-tend au fonctionnement au moyen d'un ruban est l'amélioration de la convivialité, par la consolidation des fonctions programmes et des commandes dans un lieu facilement reconnaissable. On ne doit pas regarder à travers de multiples niveaux de menus hiérarchiques, les barres d'outils ou les volets avant de trouver la bonne commande.

## Utilisation et disponibilité du Ruban

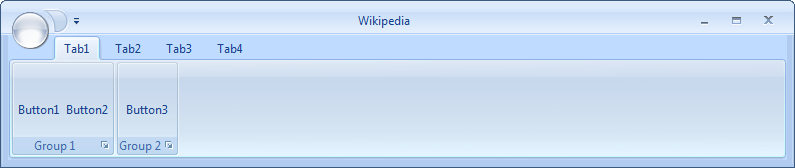
Ruban avec 4 onglets (Tab) et 2 groupes (Group) comprenant dans l'ordre 2 et 1 bouton (Button)

Le ruban a été mis en œuvre pour la première fois dans Microsoft Office 2007, dans le cadre de la nouvelle Microsoft Fluent User Interface et remplace les menus, les barres d'outils et de nombreuses autres barres et volets. Microsoft affirme que le but sera de placer toutes les fonctionnalités en un seul endroit et, par conséquent en améliorer la convivialité.
Par exemple, alors que Excel a un onglet pour travailler avec des formules, Word en a un pour créer des enveloppes et des mailings.
Le ruban est conçu pour rendre les fonctionnalités de l'application plus facilement repérables, et accessibles avec moins de clics de souris par rapport à un fonctionnement à base de menus utilisée pour toutes les versions antérieures d'Office 2007.
Certains des onglets (contextuels) n'apparaissent que lorsqu'un objet est sélectionné. Les onglets contextuels exposent seulement les fonctionnalités spécifiques à l'objet avec un accent sur les fonctionnalités. Par exemple, la sélection d'une image fait apparaître des outils contextuels d'images, qui présentent les commandes de travail. De même, l'accent étant mis sur un tableau qui expose les options dans un onglet spécifique. Les onglets contextuels restent cachés lorsque l'objet sur lequel l'utilisateur travaille n'est pas sélectionné.
L'un des nouveaux concepts introduits avec l'interface Fluent sont des « Galeries », qui offrent à l'utilisateur une forme de combinaisons de choix pour les images, tableaux, texte, etc qui correspondent au thème sélectionné. Par exemple, la Galerie Photo Styles dans Word 2007 permet à l'utilisateur en un seul clic de fixer une frontière, d'insérer une ombre et un effet 3D à une image, dans le document.

## Microsoft et le Ruban: un brevet
Microsoft est en train d'acquérir un brevet sur l'interface utilisateur du Ribbon Concept et c'est l'octroi de licences du ruban à la conception des développeurs tiers libres de droits, aussi longtemps que l'interface utilisateur est conforme à la conception de Microsoft des lignes directrices et ils peuvent obtenir un agrément de Microsoft. Cela malgré le ruban figurant à être essentiellement le même que celui mis en place un contrôle de l'interface utilisateur, l'onglet bloc-notes. Toutefois, jusqu'à ce que le brevet soit déposé, personne n'est obligé d'accepter la licence pour mettre en œuvre ce concept d'interface utilisateur sur leurs propres logiciels. Depuis avril 2008, l'Interface du Ruban est disponible gratuitement dans le Feature Pack pour Visual C++ 2008.

## Interface similaire utilisée dans le passé
Le Développeur de KDE, Jaroslaw Staniek, note que le concept du ruban a toujours paru pour beaucoup comme « une barres d'outils par onglets ». Le concept était précédemment utilisé dans des applications telles que Macromedia HomeSite, Dreamweaver et Borland Delphi. Il soutient également que la nouvelle interface utilisateur complique l’utilisation des programmes par les personnes qui sont déjà familières avec l'interface utilisateur par menus classique.